# Velur (canción)
«Velur» es el quinto sencillo de la banda de rock alternativa mexicana Zoé desprendió del álbum Sonidos de karmática resonancia. La canción se dio a conocer el 28 de enero del 2021 y el videoclip obtuvo 300,000 visitas en un día y se volvió en el cuarto vídeo más visto en México.

## Historia
Un día antes del lanzamiento oficial de «Velur», Zoé reveló la letra y un teaser de algunos segundos para apreciar la música introductoria.
El teaser se estrenó el 27 de enero en su canal de YouTube y publicaron en su página de Twitter la letra.
El videoclip se publicó en todas las plataformas digitales a las 7:00 p. m. y en 24 horas se convirtió en el cuarto vídeo más visto de México. Este vídeo marca el regreso de todos los miembros de la banda a la pantalla desde el lanzamiento del videoclip de "Azul".
Según León Larregui autor de canción, está habla de habla sobre el desencuentro y el tangible ocaso de una relación todo esto habría sido provocado por unos celos compulsivos.
El videoclip estuvo dirigido por Diego Vargas y León Larregui, quienes utilizaron los elementos visuales perfectos para realzar la melodía.